# Köpet

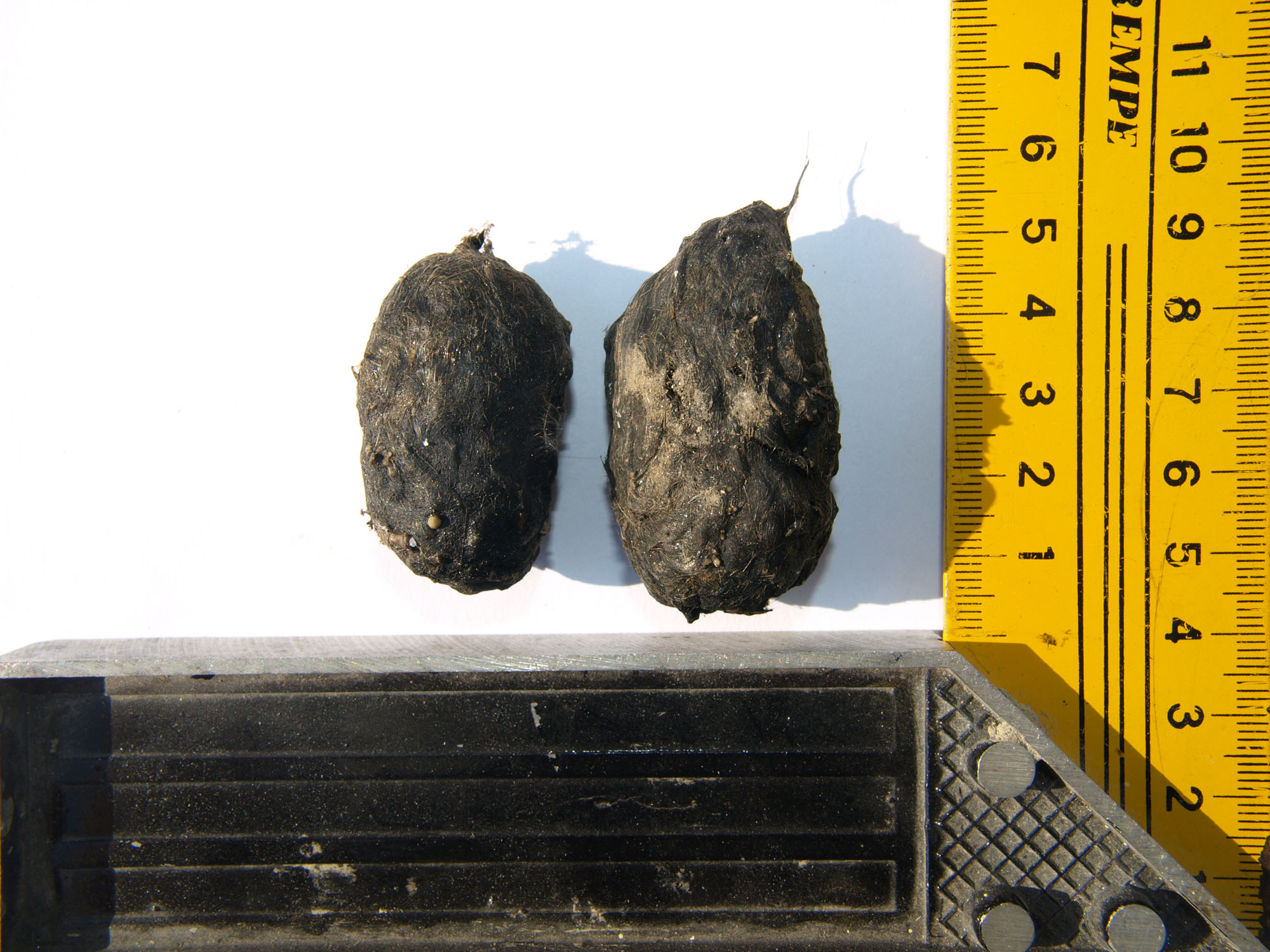
A gyöngybagoly köpete.

A köpet elsősorban baglyok által, de más madárfajok által is kiöklendezett megemésztetlen táplálék (csontok, szőr, kitinvázak stb.). Macskák is öklendeznek ki köpeteket, itt azonban a saját nem megemésztett szőrzetről van szó.
A köpetekben madárfajtól függően találhatók halszálkák, csigaházdarabok, kagylódarabok, rákpáncél darabok, kitinváz darabok. Ragadozó madaraknál és bagolyféléknél a fent felsoroltak többnyire emlősállatok szőrzetében vagy tollak közé vannak beágyazódva.
A zoológusok számára fontos információkkal szolgálnak az elfogyasztott zsákmányállatokról, melyet az adott madárfaj elfogyasztott. Ezen kívül a köpetek elemzése árulkodik a területen előforduló faunáról, az adott zsákmányállatok állományalakulásáról.

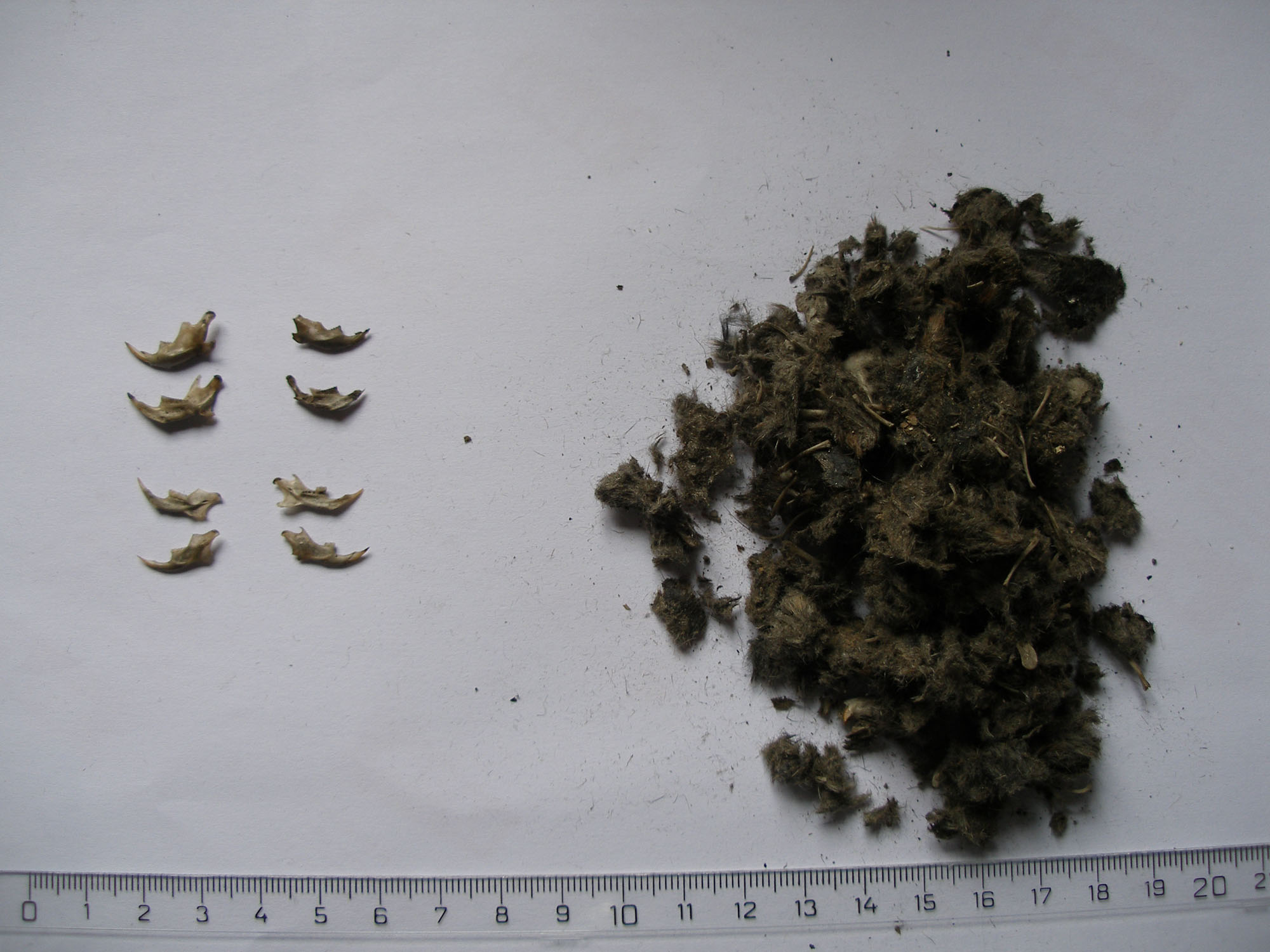
A gyöngybagoly köpetének szétbontása száraz módszerrel.

## Köpeteket felöklendező madarak
Bagolyalakúak, nyaktekercsek, kárókatonafélék, sólyomalakúak, gémfélék, sirályfélék, sarlósfecske-alakúak, alcedininae, gébicsfélék, kakukk, egyes rigófélék, varjúfélék és lilealakúak, haris, gyurgyalag, kagu, gólyaalakúak.

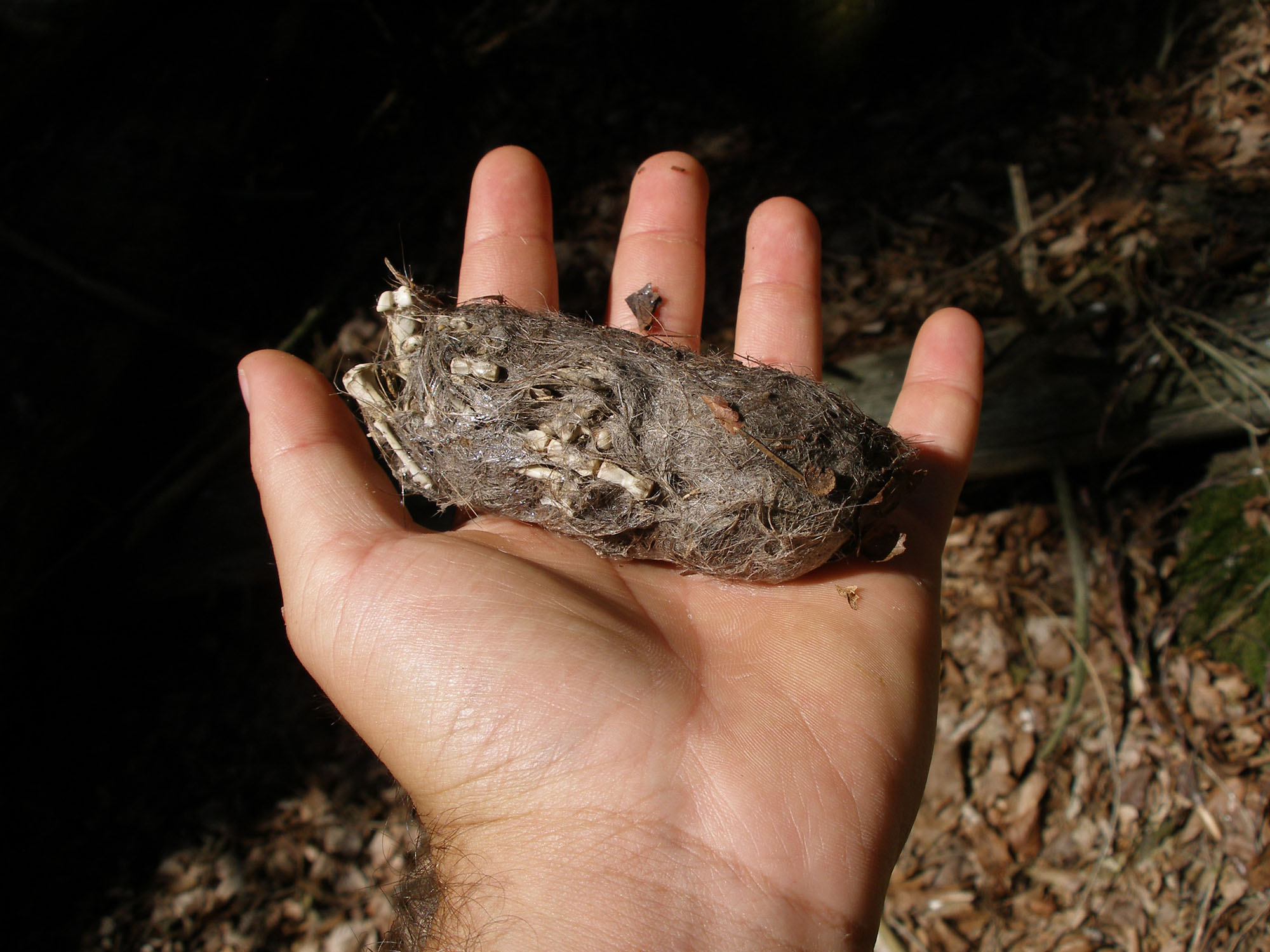
Az uhu köpete.

## Tisztítási módszerek
- Ha vízben átáztatjuk a köpeteket, akkor a tollak, szőrzet elválik a csontoktól. Így gyakran egész kisemlős csontvázak kiválóan rekonstruálhatók.
- Egy másik módszer, miszerint langyos vízbe helyezik a köpeteket és felületaktív anyagokat (tenzideket) adnak hozzá. 12 óra után leszűrik a vizet és a hátramaradt részeket leöblítik. Majd ismét felöntik vízzel, és literenként 50 gr. bárium-szulfidot adnak hozzá. 5-8 óra után a szőrrészek feloldódnak. Ezután a vizet óvatosan leöntik, a visszamaradt csontokat ugyancsak óvatosan leöblítik. Egy tiszta tálban a csontokat glicerinnel vonják be, majd további 4 óra múlva a csontokat kiterítik szárítani. A glicerin lecsepeg, de egyúttal a határozáshoz fontos fogakat a fogmederben tartja.
- Egy lényegesebben gyakrabban alkalmazott módszer, a száraz módszer. Ekkor egy szájmaszkot ajánlatos használni, hogy a köpetek szétbontásakor felszállt port ne lélegezzük be.  Ez a hantavírus elleni védelmet szolgálja! Szükséges továbbá 2 darab csipesz, egy fogkefe a csontok precíz tisztításához, valamint egy mikroszkóp a fogmintázatok megfigyeléséhez.

## Határozás

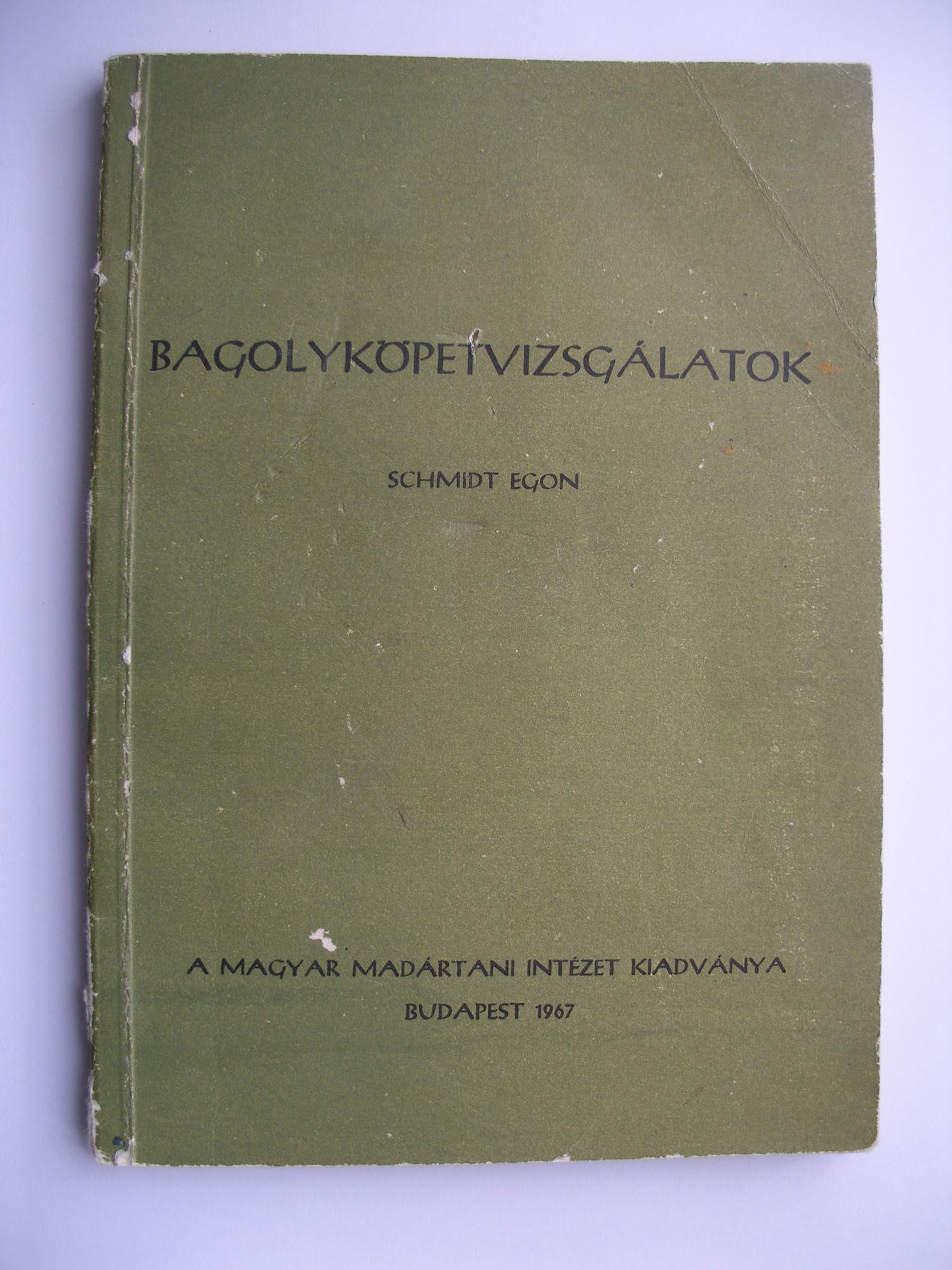
Schmidt Egon, Bagolyköpetvizsgálatok

A köpetekből származó épen maradt csontok, többnyire koponyabélyegek alapján egyértelműen megállapíthatók az elfogyasztott zsákmányállatok faja. Így megvizsgálható, hogy milyen az adott ragadozó táplálék összetétele, biomassza viszonyok, de a területen előforduló zsákmányállatok állományalakulási, valamint egyéb faunaviszonyok is jól kimutathatók.
A bagolyköpetek fajösszetétele mindig precízen követi a rágcsálók állományváltozásait, gradációit. Ezen belül is a gyöngybagoly rendelkezik a legszélesebb zsákmányrepertoárral. Köpeteinek gyűjtése és elemzése mára már szervezett rendszerben történik és külön fejezetet kap a Nemzeti Biodiverzitás-monitorozó Rendszerben a kisemlősök monitorozásához, nyomon követéséhez.
A csontmaradványok határozáshoz számos határozókulcs született. Magyarországon egyike a legkorábbiaknak Schmidt Egon tollából született 1967-ben „Bagolyköpetvizsgálatok” címmel, mely úttörő jelentőséggel bír. Majd a későbbiekben további határozókulcsok is születtek, melyek pontról pontra, lépésről lépésre vezetik a határozás menetét.

## Tárolás
- A köpetek tárolása száraz helyen történjen, hogy ne fülledjenek, penészedjenek be azok. Számítani kell a molylepkék kártételével is, melyek a köpetekben táplálkoznak, bebábozódnak, petéznek. Ezért ajánlatos egy nagyobb felületen egyenként kiteríteni a köpeteket, hogy azok tartalma a molyok tevékenysége során bekövetkező szétesése után se keveredjenek. Így nem történik fontos információvesztés, a köpetek leszámolhatók, tartalmuk a kutatás szempontjából precízen elemezhetők.
- A köpetekből származó csontmaradványok tárolására számos lehetőség van. Egyrészt külön-külön tárolható minden egyes köpet tartalma kis dobozocskákban, zacskókban. Másrészt gyakran együtt kerül tárolásra az egy helyen, egy időpontban gyűjtött köpetek tartalma. A csontmaradványok tárolása fontos, hogy a későbbiekben bármikor ismét kikereshetők és leellenőrizhetők legyenek az elemzések, statisztikák.

## Leggyakrabban alkalmazott kiértékelési módszerek
- Egyszerű fajlista, ahol gyűjtési helyenként feljegyzésre kerülnek a köpetekben talált zsákmányállatok fajai.
- Az egyes zsákmányállatok darabszámos, ill. százalékos arányainak kiszámítása gyűjtési helyenként, a teljes mintához viszonyítva.
- Szabályos rendszerességgel gyűjtött minták esetében az egyes zsákmányállatok állományalakulása is felrajzolható.
- Biomassza meghatározás (köpetenkénti, teljes mintára nézve stb.), amit a zsákmányállatok átlag tömege segítségével számíthatunk ki.
- Relatív zsákmányállat gyakoriság, megmutatja, hogy köpetenként átlagosan hány zsákmányállat található.
- KDI (Közösségi dominancia index) megmutatja a dominancia sorrendben elöl álló 2 faj összdominanciáját; KDI = y1 + y2 / y x 100
- Shannon-Weaver féle diverzitási index az egyik legelterjedtebb módszer a diverzitás számítására;

```

  

    

      

        

          
H

          

            
′

          

        

        
=

        
−

        

          
∑

          

            
i

            
=

            
1

          

          

            
S

          

        

        
(

        

          
p

          

            
i

          

        

        
ln

        
⁡

        

          
p

          

            
i

          

        

        
)

      

    

    
{\displaystyle H^{\prime }=-\sum _{i=1}^{S}(p_{i}\ln p_{i})}

  

```